# 宣威火腿
宣威火腿是云南省宣威市的特产。其由新鲜猪腿用盐腌制晾晒而成。晾晒过程一般在1年至三年。三年火腿尤佳。但三年之后的火腿因肉质乾而失去美味。
宣威火腿的独特风味是由当地特殊的气候特征，地理特征，食物结构等因素影响形成的。宣威周围地区也有火腿腌制晾晒技术，但与宣威火腿的味道都不相同。与金华火腿、如皋火腿并称中国三大名腿。